# Schwarzweißer Ameisenwürger
Der Schwarzweiße Ameisenwürger , jetzt Schwarzweiß-Ameisenwürger (Thamnophilus melanonotus, Syn.: Sakesphorus melanonotus), zählt innerhalb der Familie der Ameisenvögel (Thamnophilidae) zur Gattung der Thamnophilus.
Zusammen mit dem Schulterflecken-Ameisenwürger (Sakesphorus melanothorax) wurde die Art früher als der Gattung Sakesphorus zugehörig angesehen, jedoch aufgrund molekularbiologischer Untersuchungen der Gattung Thamnophilus zugeordnet.
Die Art kommt in Kolumbien und Venezuela vor und gilt als nahezu endemisch.
Das Verbreitungsgebiet umfasst tropischen oder subtropischen Trockenwald, bevorzugt mit dichtem Unterholz, halbtrockene Waldränder mit Gestrüpp bis 1000, selten bis 1300 m Höhe, insgesamt etwas feuchtere Lebensräume als der Schwarzgesicht-Ameisenwürger (Sakesphorus canadensis).
Der lateinische Artzusatz kommt von altgriechisch μέλας mélas, deutsch ‚schwarz‘ und νότος nótos, deutsch ‚Rücken‘.

## Merkmale
Der Vogel ist 15–16 cm groß. Es besteht ein auffälliger Geschlechtsdimorphismus. Das Männchen ist schwarz bis schwarzbraun mit Ausnahme weißer Federspitzen, insbesondere an den Flügeldecken und an den Schwanzfedern, die äußeren Flugfedern haben weiße Ränder, die Unterseite ist weiß. Das Weibchen hat eine dunkelbraune, zimtfarben abgesetzte Kappe, die Oberseite ist braun, die Flügeldecken bräunlich bis schwarz mit blass bräunlich bis weißen Federspitzen. Der Schwanz ist rotbraun mit weißen Spitzen und Rändern, die Unterseite blass gelbbraun. Jungvögel haben gegenüber dem Weibchen eine schwärzliche Kappe.
Die Art ist monotypisch.

## Stimme
Der Ruf wird als langgezogener Ton, gefolgt von einer schneller werdenden Serie nasaler Töne beschrieben. Der Warnruf ist ein hartes Knurren.

## Lebensweise
Die Nahrung besteht hauptsächlich aus  Insekten, die häufig am Boden oder bis 6 Höhe mit kurzen Sprüngen gesucht wird.
Die Art tritt meist in Paaren auf, ist nur selten in gemischten Jagdgemeinschaften anzutreffen, sie wippt häufig mit dem Schwanz.
Über die Brutzeit ist wenig bekannt, wohl zwischen März und Juli in Nordkolumbien. Das Gelege besteht aus 2 weißen, dunkel gepunkteten Eiern.

## Gefährdungssituation
Der Bestand gilt als nicht gefährdet (Least Concern).